# Del Rangel
Antônio Rangel Pereira (Fortaleza, 2 de setembro de 1955 - São Paulo, 16 de julho de 2020), mais conhecido como Del Rangel ou apenas Del, foi um diretor e produtor de televisão e cinema brasileiro. Ao longo da carreira, realizou diversos trabalhos para cinema e televisão, tendo trabalhado nas principais emissoras do país.
Foi casado com a atriz Regina Duarte entre 1983 e 1995. Del era sobrinho de Marta Rangel, primeira esposa de Renato Aragão.

## Biografia
Del iniciou a carreira no cinema, trabalhando como produtor do filme Cinderelo Trapalhão (1979). Ele era sobrinho de Marta Rangel, primeira mulher do humorista Renato Aragão. Del se tornou um dos sócios da Renato Aragão Produções a pedido do próprio Renato.
Rangel trabalhou em diversas emissoras de televisão do Brasil, como Rede Globo, Rede Bandeirantes e SBT, tendo sempre obtido enorme reconhecimento de sua capacidade artística. Mas segundo a crítica especializada, o ponto alto de sua carreira teria sido a minissérie Os Maias, baseada na obra homônima de Eça de Queiroz e produzida pela Rede Globo em 2001. Dirigiu os filmes O Trapalhão na arca de Noé (1983), Uma escola atrapalhada (1990) e Contos de Lygia (1998). No teatro, dirigiu Harmonia em Negro (1999), com Ana Paula Arósio e Cássio Scapin.
Inquieto artisticamente, Rangel já coordenou o departamento artístico de várias emissoras, sempre em busca da ampliação do espaço da teledramaturgia brasileira. Em dezembro de 2008, Rangel assumiu a Direção Geral de Teledramaturgia do SBT (DGTSBT) em substituição a David Grimberg. Del ficou até 2011, quando foi demitido por discordar com Silvio Santos na escalação da novela Carrossel, sendo substituído por Reynaldo Boury.
Em julho de 2019, assumiu a Direção de Programação da TV Cultura.

### Morte
Faleceu em 16 de julho de 2020, em sua residência no bairro de Água Branca, em São Paulo, devido á um infarto fulminante.

## Televisão

### Como diretor
- 2019 - Diretor de programação - TV Cultura
- 2013 - Casamento Blindado - Rede Record
- 2012 - A Tragédia da Rua das Flores - Rede Record
- 2012 - Corações Feridos - SBT
- 2010 - Uma Rosa com Amor - SBT
- 2009 - Vende-se um Véu de Noiva - SBT
- Dezembro de 2008 - Assume a Direção de Teledramaturgia do SBT
- 2008 - Água na Boca - BAND - Departamento fechado
- 2007 - Dance, Dance, Dance - BAND
- 2007 a 2008 - Diretor de Teledramaturgia da Band
- 2006 - Cristal - SBT
- 2001 a 2004 - Diretor de Teledramaturgia da Rede Record - Departamento fechado
- 2001 - Os Maias  - Rede Globo
- 2001 - Roda da Vida  - Rede Record
- 1999 - Meu Pé de Laranja Lima - Band
- 1999 - As Aventuras de Tiazinha - Band - série
- 1998 - Contos de Natal - Band - série de 3 episódios
- 1998 - Serras Azuis - Band
- 1996 - Razão de Viver - SBT
- 1995 - Sangue do Meu Sangue - SBT
- 1994 - As Pupilas do Senhor Reitor - SBT
- 1994 - Éramos Seis - SBT
- 1993 - Retrato de Mulher - Rede Globo - série
- 1991 - O Fantasma da Ópera (minissérie) - Manchete
- 1990 - Rosa dos Rumos (minissérie) - Manchete
- 1990 - Delegacia de Mulheres - Rede Globo - série
- 1988 - Bebê a Bordo - Rede Globo
- 1987 - O Outro - Rede Globo
- 1986 - Cambalacho - Rede Globo
- 1984 - Joana - Rede Manchete/SBT

## Direção no teatro
- 1998 - "Harmonia em Negro", de Aldo Nicolai

## Cinema

### Como diretor
- O Trapalhão na Arca de Noé (1983)
- Uma Escola Atrapalhada (1990)
- Contos de Lygia (1998)

### Como roteirista
- O Trapalhão na Arca de Noé (1983)
- Contos de Lygia (1998)

### Como produtor executivo
- O Cangaceiro Trapalhão (1983)
- Os Trapalhões na Serra Pelada (1982)
- Os Vagabundos Trapalhões (1982)
- O Incrível Monstro Trapalhão (1980)
- Os Três Mosqueteiros Trapalhões (1980)
- Cinderelo Trapalhão (1979)